# Lency Montelier
Lency Montelier (* 13. Februar 1971) ist eine ehemalige kubanische Hürdenläuferin, die sich auf die 400-Meter-Distanz spezialisiert hatte.
1991 siegte sie bei den Panamerikanischen Spielen in Havanna und schied bei den Leichtathletik-Weltmeisterschaften in Tokio im Vorlauf aus. Im Jahr darauf siegte sie bei den Iberoamerikanischen Meisterschaften.
1993 gewann sie Silber bei den Leichtathletik-Zentralamerika- und Karibikmeisterschaften und siegte bei den Zentralamerika- und Karibikspielen.
1995 holte sie bei den Panamerikanischen Spielen in Mar del Plata Bronze mit ihrer persönlichen Bestzeit von 55,74 s und triumphierte bei den Zentralamerika- und Karibikmeisterschaften. Im darauffolgenden Jahr siegte sie bei den Iberoamerikanischen Meisterschaften.